# Reflexo Hering–Breuer
O Reflexo Hering-Breuer, nomeado em homenagem a Josef Breuer e Ewald Hering, é um reflexo desencadeado como forma de evitar a superinflação do pulmão. Receptores de estiramento pulmonar presentes na parede dos brônquios e bronquíolos das vias aéreas respondem ao estiramento excessivo do pulmão durante inspirações grandes. Uma vez ativados, enviam potenciais de ação através de fibras mielinizadas grandes do nervo vago para a área inspiratória na medula e o centro apneustico da ponte. Em resposta, a área inspiratória é inibida diretamente e o centro apneustico é inibido de ativar a área inspiratória. Isso inibe a inspiração, permitindo que a expiração ocorra.

## Fisiologia e ação na respiração
O circuito neural que controla o reflexo de inflação de Hering-Breuer envolve várias regiões do sistema nervoso central e componentes sensoriais e motores do nervo vago.
O aumento da atividade sensorial dos receptores de estiramento pulmonares provoca, via o nervo vago, a inibição do impulso inspiratório central e, portanto, na inibição da inspiração e início da expiração. Os aferentes pulmonares também enviam projeções inibitórias aos neurônios motores vagais cardíacos (MVC) no núcleo ambíguo (NA) e no núcleo motor vagal dorsal (NMVD). Os CVMs, que enviam fibras motoras para o coração via nervo vago, são responsáveis pelo controle inibitório tônico da frequência cardíaca. Assim, um aumento na atividade dos receptores de estiramento pulmonar leva à inibição dos MVCs e a um aumento na frequência cardíaca (taquicardia). Isso é uma ocorrência normal em indivíduos saudáveis e é conhecida como arritmia sinusal.
A ausência do reflexo Hering-Breuer é um dos sinais levados em consideração por médicos para estabelecer a morte encefálica.

## Reflexo de deflação
O reflexo de deflação de Hering-Breuer serve para encurtar a expiração quando o pulmão é desinsuflado. Ele é iniciado pela estimulação de receptores de estiramento ou pela estimulação de proprioceptores ativados pela desinsuflação do pulmão. Assim como o reflexo de inflação, os impulsos desses receptores viajam aferentemente através do nervo vago. Ao contrário do reflexo de inflação, os aferentes terminam nos centros inspiratórios em vez do centro apneustico pontino. Esses reflexos parecem desempenhar um papel mais secundário em humanos do que em mamíferos não humanos.